# Svenska spårvägsförbundet

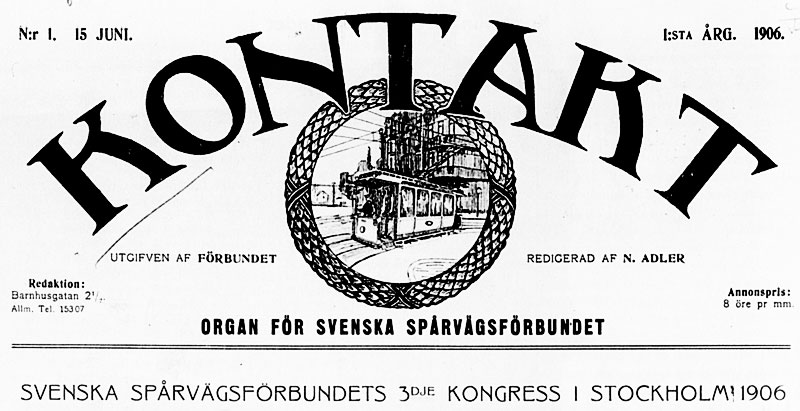
Verbandszeitung „Kontakt“

Der Svenska spårvägsförbundet (deutsch „Schwedischer Straßenbahnverband“) war eine schwedische Gewerkschaft innerhalb der Landsorganisationen (LO), die am 23. Februar 1899 unter dem Namen Svenska spårvägsmannaförbundet (deutsch Schwedischer Straßenbahnerverband) gegründet wurde.

## Geschichte
1885 wurde in Stockholm der erste Straßenbahnfachverband gegründet. Es dauerte 14 Jahre, bis 1899 die Gewerkschaft Svenska spårvägsmannaförbundet gegründet werden konnte, der 1903 in Svenska spårvägsförbundet umbenannt wurde. Im Jahre 1900 trat der Svenska spårvägsförbundet den Landsorganisationen i Sverige bei.
Die bis 1905 selbstständige Göteborgs spårvägarfackföreningar trat zu diesem Zeitpunkt mit in den Svenska spårvägsmannaförbundet ein.
1908 hatte die Gewerkschaft 15 Untergruppen mit 2129 Mitgliedern und fast hundertprozentiger Mitgliedschaft. 1909 verlor die Gewerkschaft durch den Storstrejken i Sverige 1909, der fast die Auswirkungen eines Generalstreikes hatte, die meisten ihrer Mitglieder und wurde aufgelöst. Die übrigen Mitglieder traten dem 1910 gegründeten Svenska kommunalarbetareförbundet (Deutsch in etwa: Schwedischer kommunaler Arbeiterverband) bei.